# Трг цара Лазара (Сомбор)
| Tрг цара Лазара | Tрг цара Лазара                |
| --------------- | ------------------------------ |
|                 |                                |
| Почетак         | Трг светог тројства            |
| Крај            | Венац војводе Радомира Путника |
| Дужина          | 215 m                          |
| Ширина          | 17 до 19 m                     |
| Створена        |                                |
| Названа         |                                |
| Стари називи    | Улица Светог Ивана             |
|                 |                                |
|                 |                                |
| Поглед на улицу |                                |

Трг цара Лазара једна је од старијих градских улица Сомбору. Протеже се правцем који повезује Трг светог тројства и Венац војводе Радомира Путника. У њој се и данас налазе многи значајни објекти.

## Улица кроз историју
Улица се некада звала Улица Светог Ивана и једна је од улица које чине старо језгро града Сомбора. 

## Суседне улице
- Његошева
- Змај Јовина
- Венац војводе Радомира Путника
- Трг Светог тројства

## Тргом цара Лазара

### Грашалковићева палата
Грашалковићева палата је име добила по грофу Антону Грашалковићу (1693-1771), управнику краљевских коморских добара, властелину Баје и најзначајнијем високом царском чиновнику Сомбора. Камен темељац је добила 24. јула 1750. године и тада је започета изградња монументалне наменске спратне палате за администрацију, која је завршена 1763.године. Дугачко бочно крило у Змај Јовиној улици дозидано 1891, када је комплетна фасада добила нови усаглашен украс.
У приземљу је широка лучна капија ајнфорта изнад које је балкон са масивним конзолама и оградом од кованог гвожђа. Фасаде су прекривене плитким хоризонталним фугама у малтеру. Оквири прозора и капије урађени су са малтерисаним тесаницима рустичне обраде, који уносе мало динамике у строгу ортогоналну композицију фасаде. Као културно добро од великог значаја, стављена је под заштиту Закона о заштити споменика културе.

### Дечје одељењеГрадске библиотеке "Карло Бијелицки"
Зграда је подигнута 1883. као Мађарска читаоница која основана 15.децембра 1844. године. Наменска зграда изграђена је у стилу еклектизма са тремом класистичког стила, према пројекту архитекте Ласла Децера, који је пројектовао и зграду Гимназије.
Објекат је приземни, типа вртне виле, повучен од уличне регулационе линије. На главној уличној симетричној фасади доминира трем. Трем је ограђен балустрадама на који се приступа са два степеништа. У центру тимпанона је гипсани грб са отвореном књигом и бакљом, оивичен флоралним украсом.
Данас је овде смештено Дечје одељење Градске библиотеке као и управа Библиотеке. У згради је смештен и вишенаменски галеријски простор, који са већ постојећим дечјим одељењем представља обогаћено модерно читалиште.
У врту испред здања налазе се бронзане бисте сомборских књижевника Лазе Костића и Вељка Петровића, дела београдског вајара Николе Јанковића 1963, Јаноша Херцега дело Миленка Буише 2011. и скулптуре две срне у бронзи, новосадског вајара Јована Солдатовића, које су раније биле на Тргу Светог Ђорђа испред Градске куће.
Од 1948. године некадашње здање Мађарске читаонице има статус заштићеног споменика културе, а од 1991. године и статус културног добра од великог значаја.

### Капела Светог Јована Непомука
Капела Светог Јована Непомука  изграђена је 1751. године донаторством Франца де Редла. Представља непокретно културно добро као споменик културе од великог значаја. Капела је дужине 6,45м, ширине 5,30м и зидовима дебљине 80цм. Капела има куполу која на врху има лантерну у облику фењера (франц.-фењер) са четири фиксна прозора. Код обнове прозори су добили витраже. Најновије обнове урађене су 1999. и 2006.
Капела је проглашена као непокретно културно добро од великог значаја. Данас се ту налази атеље и галерија сомборског сликара и рестауратора Јене Вишинке.

### Историјски архив (Крушперова палата и Пашина кула)
Историјски архив основан 1948. године континуирано траје од 1749. године. Смештен је у Крушперовој палати и Пашиној кули, реткој грађевини у Сомбору из турског земана 17. века и у којој је збринуто непроцењиво архивско благо Апатина, Бача, Куле, Оџака и Сомбора, над којим општинама се простире његова надлежност.
Градњу палате започео је Павле Крушпер 3. октобра 1771, за свој дом. Фасада је симетрична, архитектонског стила касног барока. Кроз дугу историју постојања зграда је мењала намене и имала бројне преправке. Палата је елегантна дугачка зграда са једноставно декорисаном фасадом на којој се налазило осам полукружних прозора у приземљу, са полукружним вратима у средини, те осам правоугаоних прозора на спрату.
До ње је двоспратна Пашина кула из времена Турака, која је више пута обнављана. Пашина кула измењеног изворног облика,  најстарија је позната грађевина, једна од две сачуване  из турског времена (1541-1687). На  првом спрату куле у зиду је ниша која је по свој прилици била стражарница. Масивни зидови дебљине око 1,50метар, доказују да је кула масивна грађевина тврђавског типа. С пирамидалним кровом  висине 25 метара доминира простором.
Објекти су с мањим спратним анексом функционално повезани и представљају јединствени грађевински склоп различитих стилова и времена изградње.
Године 1948. године здање Крушперове палате је постало и заштићен споменик културе, а званично од 1951. године у Крушперовој палати налази се седиште сомборске Градске државне архиве, касније Историјског архива. Од краја шездесетих година 20. века Историјски архив је проширен и на суседно спојено старо здање тзв. Пашине куле.
Од 1991. године Крушперова палата има статус културног добра од великог значаја.

### Основна школа „Братство-јединство"
Зграду је 1894. подигао бискуп Бача и Калоче Ђерђ Часка, за смештај римокатоличких калуђерица, а истовремено је ту била и Мађарска девојачка грађанска школа.
У њу се 1948/49. године усељава Учитељска школа и остаје до 1963. године када овде долази данашња Основна школа „Братство-јединство", са одељењима на српском и мађарском наставном језику и она је једина двојезична градска школа где се равноправно одвијају наставе како на српском језику тако и на мађарском од првог до осмог разреда.
Једноспратна угаона школска зграда, симетричне фасаде према Тргу цара Лазара, изграђена је у маниру архитектонског стила, владајућег историјског еклектизма (више архитектонских историјских стилова, антике, ренесансе и других стилова). Изнад прозора на спрату су троугли тимпанони.
Првобитна зграда из XVIII века, која је порушена је била родна кућа Јожефа Швајдла, аустријског мајора, учесника Велике мађарске буне 1848/49 на страни револуционара. У садашњој згради подигнутој 1894. године, 6. октобра 1902. откривена је биста генерала Швајдла, а на фасади спомен плоча, која је касније уклоњена. Нова камена спомен плоча постављена је 1991. године са натписом: "Овде је рођен 18. маја 1796. рођен Јожеф Швајдл, генерал мађарске револуције 1848/49.", и она је 2012. године уклоњена и пренета на дворишну фасаду Мађарске грађанске касине, где се и сада налази. 
Објекат је сачувао оригинални архитектонски стил. Приземна угаона кућа до ове спратне зграде је сада депанданс школе, изграђена у XVIII веку. Мање измене фасаде настале су код адаптације за нове функције.

### Средња Техничка школа
Средња Техничка школа се налази у згради коју је подигао калочки надбискуп др Лајош Хајналд 1878. године за опатице католичке цркве. Након Другог светског рата овде усељава женски интернат Учитељске школе.
Године 1962/63. зграда се реновира за потребе Техничке школе основане 1962. године у Гимназији са по два одељења машинских и текстилних техничара.
Коначно, септембра 1963. школа се пресељава у данашње просторије. Школа ученика у привреди и Техничка школа се фузионишу 1968/70. по етапама. Године 1990. овде се враћа Технички школски центар.
Зграда је подигнута према пројекту Ђуле Партоша и Едена Лехнера 1887. године у стилу еклектизма (фасада са  више архитектонских стилова). 
Два крила зграде која се пружају уз бочне ивице парцеле формирају унутрашње двориште. Главна фасада објекта је једноставна скромног украса са  централним испадом и лучним улазом у објекат. Кров  изнад овог испада је  у облику пирамиде на коме је сазидана  ниша у виду шкољке са скулптурама Богородице и Христа. На спрату је била капела.
Декоративни карактер има хол који води од приземља на спрат са симетричним степеницама и балустрадама. Објекат је сачувао изворну архитектуру.

### Црква Светог Тројства
Камен-темељац за цркву свечано је постављен 24. јуна 1752. године, а на камену је било записано да се црква посвећује вечном, великом, мудром, милостивом и праведном божанском Тројству и чија градња је трајала целу деценију. Торањ висок 53м је постављен 1768. Касније је завршена фасада, унутрашњост 1771. добија оргуље, проповедаоница је осликана 1782, а скулпторским и сликарским радовима, од 1786. доминира престона слика св. Тројства, уље на платну 5,9x3м. рад Паула Кроноветера. Испод цркве је крипта у којој су до 1782, када је зазидана, сахрањивани сомборски угледници.
Црква је барокног стила, једнобродна базиликална грађевина изузев тробродног нартекса. Олтарски простор као цела црква засведена је бачвастим сводом. Изнад ниског нартекса (предворја) на спрату налази се тробродни хор. Између цркве и самостана диже се четвороспратни торањ висине 56м, са новом капом која је постављена 1883.године после пожара.
Унутрашњост цркве богато је украшена, чији су радови  завршени 1771. године када су израђене и црквене оргуље.
Црква је обновљена и 1939. године и уведена електроинсталација, а после Другог светског рата градске власти су пространу црквену башту, која се протезала дуж целе источне и северне стране цркве и Жупног двора, претвориле у простор градске пијаце.
Од 1959. године црква Пресветог Тројства има статус споменика културе, а од 1991. године и статус културног добра од великог значаја. Сачуване су све карактеристике оригиналног изгледа.

### Жупни двор (Плебанија)
Непосредно поред цркве Светог Тројства налази се барокно здање данашњег Жупног двора (Плебаније), које је подигнуто између 1743. и 1749. године, и у коме се, до 1786. године, налазио некадашњи фрањевачки самостан.
Самостан као и црква су подигнути трудом овдашњих фрањеваца и средствима сомборског буњевачког становништва, тада изразито већинског у римокатоличкој популацији града.
Улично (западно) крило овог здања, уз саму данашњу цркву, подигнуто је до почетка седамдесетих година 18. века.
Када је фрањевачки самостан у лето 1786. године распуштен, а фрањевци расељени, њихово здање је одређено за седиште администрације Бачке жупаније, као и за жупно седиште римокатоличке црквене општине у Сомбору. У време рата са Наполеоном овде је 1806. године била смештена аустријска војна болница.
На спрату овог здања налазиле су се жупне просторије, а у приземљу су сазидани прве продавнице, које су већ од 1810. године биле издаване како би приход од закупа био коришћен за одржавање цркве Светог Тројства.
Од 1948. године Жупни двор, односно Плебанија, има статус заштићеног споменика културе, а од 1991. године и статус културног добра од великог значаја. Кров Жупног двора обновљен је током 2005/06. године, а фасада овог здања 2014. године.

## Споменици и спомен обележја Трга Цара Лазара

### Сунчани сат
На најстаријем делу старог барокног самостанског здања половином 19. века начињен сунчани сат, који и данас, после скоро 170 година, још увек постоји и савршено "ради".
Сунчани сат на сомборском Жупном двору пројектовао је и начинио Јован Чокор (Баја, 1810 – Сремски Карловци, 1871). Сат је богато осликан, а испод слике анђела, петла, лобање и исписаних арапских бројева, садржи опор и упозоравајући двојезичан натпис о људској пролазности:
```
 "Један ти је од ових последњи!" односно:  "Egy ezekből végórád!"
```

Прво је исписан буњевачким дијалектом, а затим и мађарским језиком (буњевачки натпис касније је претворен у ијекавски, а данас је у екавском облику).
Слика изнад часовника више пута је преправљана и обнављана током претходна два века, а 2013. године пренета је у сомборски Градски музеј јер је претила опасност од њеног даљег оштећења и потпуног пропадања. На месту дотадашњег сунчаног сата начињена је успела реплика, а метална шипка, односно показивач сатнице, остао је непромењен.
Сомборски сунчани сат данас представља једно од урбаних знамења старог градског језгра.

## Угоститељски објекти

### Градска пивница
Градска пивница у Сомбору која се налази у овој улици основана је са визијом да свим пивопијама и потенцијалним конзументима истог, учини драгост и на једном месту сублимира и понуди најбоље из дотичне гране угоститељства.
Храна која је на менију Пивнице, као надопуна пивске концепције постојања, гравитира ка чешко/немачкој кухињи.

## Галерија
- Основна школа
- Двориште зграде Дечјег одељења Градске библиотеке
- Жупни двор
- Поглед на улицу
- Црква Светог тројства
- Улаз у двориште Средње Техничке школе
- Црква Светог тројства
- Капела Светог Јована Непомука